# Comitê Misto do Congresso dos Estados Unidos sobre a Conduta da Guerra
O Comitê Misto do Congresso dos Estados Unidos sobre a Conduta da Guerra (em inglês:  Joint Committee on the Conduct of the War) foi uma comissão de investigação do Congresso dos Estados Unidos criada para lidar com questões relacionadas com a Guerra de Secessão. Foi criada em 9 de dezembro de 1861, após a embaraçosa derrota da União na batalha de Ball's Bluff, por iniciativa do senador Zacarias Chandler de Michigan, e continuou até maio de 1865. Seu propósito era investigar assuntos como o comércio ilícito com os estados confederados, o tratamento médico dos soldados feridos, contratos militares, e as causas da batalha perdida pela União. O Comitê também esteve envolvido no apoio aos esforços de guerra através de vários meios, inclusive endossando a emancipação, a utilização de soldados negros, e a nomeação de generais que eram conhecidos por serem combatentes agressivos. Foi presidido durante toda a sua existência pelo senador Benjamin Wade de Ohio, e tornou-se identificado com os Republicanos Radicais que queriam políticas de guerra mais agressivas do que as de Abraham Lincoln.

## História
Os oficiais da União, muitas vezes se encontraram em uma posição desconfortável perante o Comitê. Uma vez que esta era uma guerra civil, colocando vizinho contra vizinho (e às vezes irmão contra irmão), a lealdade de um soldado para com a União era sempre motivo de questionamentos. E sempre que as forças da União eram derrotadas pelos confederados, no início da guerra, especialmente nas batalhas do Teatro Oriental que chamavam a atenção dos jornais e dos políticos de Washington, era fácil acusar um oficial de ser um traidor após ele perder uma batalha ou se demorava em atacar ou perseguir o inimigo. Esta atmosfera politicamente carregada era muito difícil e perturbadora para os oficiais militares de carreira. Os oficiais que não eram conhecidos dos republicanos sentiam uma pressão maior perante a comissão.
Durante a existência do comitê, ele realizou 272 reuniões e colheu depoimentos em Washington e em outros locais, muitas vezes de oficiais militares. Embora a comissão se reunisse e realizasse as audiências em segredo, os testemunhos e depoimentos relacionados eram publicados, a intervalos irregulares, nos numerosos relatórios da comissão das suas investigações. Os registros incluem os manuscritos originais de certos relatórios do pós-guerra que o comitê recebeu dos generais. Há também transcrições de depoimentos e registros contábeis relativos à administração militar de Alexandria, Virgínia.
Uma das séries de maior interesse das audiências da comissão ocorreu após a batalha de Gettysburg em 1863, onde o major-general da União Daniel Sickles, um ex-congressista, acusou o major-general George G. Meade de má administração da batalha, planejando a retirada de Gettysburg antes mesmo de sua vitória lá, e falhando em perseguir e derrotar o exército de Robert Edward Lee quando ele recuou. Este foi mais um esforço de autosserviço por parte de Sickles porque ele estava tentando desviar as críticas de seu próprio desastroso papel na batalha. Bill Hyde observa que o relatório da comissão de Gettysburg foi editado por Wade de uma forma que era desfavorável a Meade, mesmo quando se exigia distorcer as evidências. O relatório foi "uma arma de propaganda poderosa" (p. 381), mas a força do comitê foi diminuída por ocasião do testemunho final de William Tecumseh Sherman em 22 de maio de 1865.
A guerra foi completamente investigada, e a comissão deixou de existir após este último testemunho, e os relatórios finais foram publicados logo em seguida. A posterior Comissão Mista sobre a Reconstrução representou uma tentativa semelhante para fiscalizar o poder executivo pelos republicanos radicais.

## Membros

### 37º Congresso
Os membros do Senado do comitê original foram selecionados pelo vice-presidente Hannibal Hamlin; os membros da Câmara foram selecionados pelo presidente da Câmara Galusha Grow.
|                   | Maioria                                                                 | Minoria                                           |
| ----------------- | ----------------------------------------------------------------------- | ------------------------------------------------- |
| Membros do Senado | - Benjamin Wade (R-OH), Presidente - Zachariah Chandler (R-MI)          | - Andrew Johnson (D-TN) - Joseph A. Wright (D-IN) |
| Membros da Câmara | - George W. Julian (R-IN) - John Covode (R-PA) - Daniel W. Gooch (R-MA) | - Moses F. Odell (D-NY)                           |

### 38º Congresso
Em janeiro de 1864, o presidente da comissão, Wade, apresentou uma resolução ampliando os poderes da comissão para incluir a supervisão dos contratos militares. A Câmara e o Senado aprovaram a resolução em meados de janeiro.
|                   | Maioria                                                        | Minoria                                                   |
| ----------------- | -------------------------------------------------------------- | --------------------------------------------------------- |
| Membros do Senado | - Benjamin Wade (R-OH), Presidente - Zachariah Chandler (R-MI) | - Benjamin F. Harding (D-OR) - Charles R. Buckalew (D-PA) |
| Membros da Câmara | - George W. Julian (R-IN) - Daniel W. Gooch (R-MA)             | - Moses F. Odell (D-NY) - Benjamin F. Loan (UU-MO)        |

## Relatórios
O comitê tomou o depoimento de testemunhas, principalmente de oficiais do Exército da União, em sessão privada, muitas vezes quando um quórum mínimo de membros não estava presente. O comitê esteve em atividade por mais de um ano antes de seu primeiro relatório ser publicado em 1863.

### 1863
O primeiro relatório da comissão foi publicado em três partes. Parte 1: cobriu o Exército do Potomac. Parte 2: cobriu as perdas da União, no Teatro Oriental em 1861, na Primeira Batalha de Bull Run e na Batalha de Ball's Bluff. Parte 3: cobriu a guerra do Teatro Ocidental.

### 1864
O relatório de 1864 foi publicado em duas partes. A primeira apresentava registros e testemunhos que envolviam os alegados maus tratos confederados aplicados a soldados negros da União após a sua rendição em Fort Pillow. A segunda parte relacionada com a condição dos soldados da União que retornavam após a sua prisão em campos de prisioneiros de guerra confederados.

### 1865
O relatório de 1865 foi o mais abrangente dos trabalhos realizados nos dois anos anteriores. O relatório cobriu uma grande variedade de questões: o incidente Mine Crater durante o cerco de Petersburg, o episódio de Fort Pillow, as expedições militares em Fort Fisher e até o rio Vermelho. Extensos depoimentos foram tomados sobre os assuntos de munições, contratos de fornecimento de gelo para o esforço de guerra, navios de guerra da classe Monitor, e o massacre de pacíficos índios cheyennes em Sand Creek, Colorado.

### 1866
Um suplemento de dois volumes foi publicado em 1866, a fim de apresentar relatos de várias testemunhas: dos majores-generais William Tecumseh Sherman, George Henry Thomas, John Pope, John G. Foster, Alfred Pleasonton, Ethan A. Hitchcock, Philip Sheridan e do brigadeiro-general James B. Ricketts.

## Legado
Bruce Tap considera, "as investigações da comissão, o seu vazamento para a imprensa, e o seu uso de depoimentos secretos de desacreditar generais como McClellan, certamente foram determinantes para a criação de hostilidade entre os oficiais do exército de West Point e líderes civis do país". Finalmente, devido à sua ignorância coletiva da ciência militar e da preferência por oficiais truculentos, "o comitê tendeu a reforçar as noções irreais e simplistas de uma guerra que prevaleceu na mente popular", escreve Tap (pp. 165-66).
O Comitê sobre a Conduta da Guerra é considerado a mais dura comissão de investigação do Congresso na história. Quando um senador do Missouri, o futuro presidente Harry S. Truman citou o estilo dessa comissão como um exemplo, ele não queria seguir em apascentar o chamado "Comitê Truman", que investigou dotações militares durante a Segunda Guerra Mundial. Truman afirmou que não queria apoiar pretensas estratégias de guerra. Seu comitê conseguiu demonstrar o desperdício e a ineficiência do governo, a fim de auxiliar o esforço de guerra.